# Juntas Administrativas de Recursos de Infrações
As Juntas Administrativas de Recursos de Infrações (JARIs) são órgãos colegiados componentes do Sistema Nacional de Trânsito, responsáveis pelo julgamento dos recursos interpostos contra penalidades aplicadas pelos órgãos e entidades executivas de trânsito ou rodoviários.

Compete às JARI:

1. julgar os recursos interpostos pelos infratores;
2. solicitar aos órgãos e entidades executivos de trânsito e executivos rodoviários informações complementares relativas aos recursos, objetivando uma melhor análise da situação recorrida;
3. encaminhar aos órgãos e entidades executivos de trânsito e executivos rodoviários informações sobre problemas observados nas autuações e apontados em recursos e que se repitam sistematicamente.